# Kim Byung-ji
Kim Byung-ji (* 8. April 1970 in Miryang) ist ein ehemaliger südkoreanischer Fußballtorhüter und -trainer sowie heutiger Fußballfunktionär und YouTuber.

## Karriere

### Spieler

#### Klub
Nach den Schulmannschaften wechselte Kim Anfang 1999 in den Kader des Gwangju Sangmu FC. Ab Anfang 1992 folgte dann der Wechsel zu Ulsan Hyundai, wo er fast zehn Jahre lang spielte. Ab 2001 hieß seine nächste Karriere-Station Pohang Steelers, wo er noch einmal für fünf Jahre aktiv war. Danach folgten drei Jahre beim FC Seoul, danach vier beim Gyeongnam FC sowie zuletzt noch einmal drei bei den Jeonnam Dragons. Nach der Saison 2015 beendete er somit seine Karriere. Somit war er 16 Jahre lang in verschiedenen Klubs in Südkorea im Einsatz.

#### Nationalmannschaft
Sein erstes bekanntes Spiel für die südkoreanische Nationalmannschaft bestritt er am 5. Juni 1995 bei einem 1:0-Freundschaftsspielsieg über Costa-Rica. Nach weiteren Freundschaftsspielen wurde er dann auch Stammtorhüter bei der Asienmeisterschaft 1996, wo er es mit seiner Mannschaft bis ins Viertelfinale schaffte. Im nächsten Jahr ging es dann weiter mit der Qualifikation für die Weltmeisterschaft 1998, für die er sich mit seinem Team auch qualifizieren konnte. Auch hier stand er wieder als feste Größe ununterbrochen im Tor, überstand aber nicht die Gruppenphase. Gleich nach diesem Turnier war er auch bei den Asienspielen 1998 dabei, wo er wieder einmal das Viertelfinale erreichte.
In den nächsten Jahren folgten dann erst einmal weniger Einsätze, sein nächstes Turnier war dann erst wieder der Gold Cup 2000. Beim Gold Cup 2002, stand er erstmals bei einem Turnier nicht mehr ununterbrochen im Kader, sondern verpasst eines der beiden Gruppenspiele. Danach kam er auch nur noch bei Freundschaftsspielen zum Einsatz. Zwar stand er auch noch einmal im Kader der Mannschaft bei der Weltmeisterschaft 2002, er erhielt hier jedoch wie auch Choi Eun-sung keinen Einsatz. Da ab hier Lee Woon-jae die Rolle als Stammtorhüter bekleidete. Sein letztes Spiel im Jahr 2002 war dann am 20. November gegen Brasilien.
Im Vorfeld der Weltmeisterschaft 2006 entbrannte dann eine Debatte über seine Nichtberücksichtigung, bei diesem Turnier.
Es sollte fast sechs Jahre dauern, bis er dann zu seinem allerletzten Einsatz als Torhüter der Nationalmannschaft kam. Am 30. Januar 2008 hütete er nochmal in der ersten Halbzeit gegen Chile das Tor, bis er dann zur zweiten Halbzeit für Jung Sung-ryong ausgewechselt wurde.

### Trainer
In seinen späteren Jahren als Spieler, agierte er beim Gyeongnam FC, sowie bei den Jeonnam Dragons auch noch als Spielertrainer.

## Sonstiges
Er ist seit Anfang 2021 einer der Vizepräsidenten der Korean Football Association sowie unter anderem Präsident der Korean National Team Players Association. Zudem hat er seit 2015 einen YouTube-Kanal mit 392.000 Abonnenten (Stand Februar 2022), weiter tritt er als Sportkommentator auf.